# Onthophagus gunsalami
Onthophagus gunsalami é uma espécie de inseto do género Onthophagus da família Scarabaeidae da ordem Coleoptera.

## História
Foi descrita cientificamente pela primeira vez no ano de 2005 por Ochi & Kon.